# Marché aux puces de Saint-Ouen
Le marché aux puces de Saint-Ouen est l'ensemble des marchés qui se tiennent dans un quartier de la ville de Saint-Ouen-sur-Seine, en bordure de Paris. Ces différents marchés regroupent près de 2 000 marchands, sur 7 hectares. Ils proposent principalement des articles d'antiquité mais aussi des vêtements et des articles de vide-grenier. Il s'agit du premier marché de l'art et de l'antiquité du monde, avec 5 millions de visiteurs par an.

## Origine

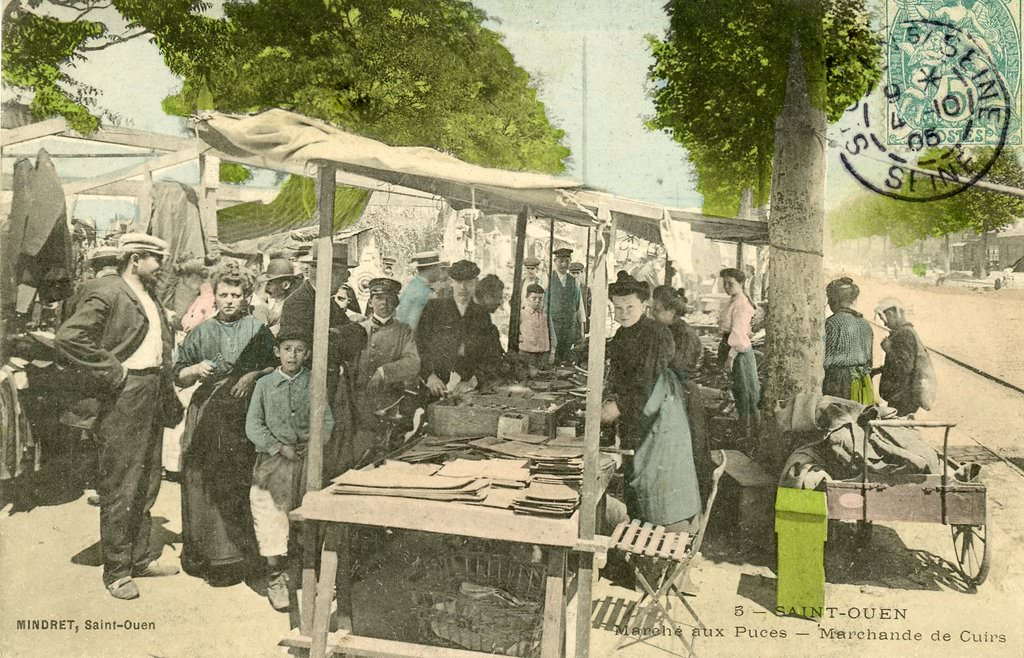
Saint-Ouen : marché aux puces.

Les origines du marché aux puces remontent à 1885, à la suite de l'arrêté du préfet Eugène Poubelle interdisant le dépôt d'ordures aux portes des immeubles de Paris. Les chiffonniers s'installent dans la plaine des Malassis, un terrain contigu aux fortifications de Paris.
Cette plaine fait partie de la Zone, une bande de terrain non ædificandi de 250 mètres de large autour de l'enceinte de Thiers, les « fortifs », construite en 1844. Sur cette zone, toute construction est interdite, pour des raisons de sécurité militaire. Sur ces terrains vagues vont s'accumuler les bidonvilles d'une population très pauvre.

## De nos jours
Les puces s'organisent principalement autour de la rue des Rosiers, de la porte de Clignancourt et de la porte de Montmartre. Ces trois lieux correspondent au triptyque qui forme cette activité et ce quartier.
L'on trouve :
- les antiquaires autour de la Rue des Rosiers (Saint-Ouen-sur-Seine) et de la rue Paul Bert ;
- les fripes à proximité de la porte de Clignancourt, sur l'avenue Michelet et la rue Jean-Henri-Fabre ;
- les biffins sous le Boulevard périphérique de Paris au niveau l'avenue de la Porte-de-Montmartre[3] et sur le début de la Rue du Docteur-Babinski.

### Les marchés d'antiquités
Les puces de Saint-Ouen regroupent une quinzaine de marchés.
- Marché Antica
- Marché Biron
- Marché Cambo
- Marché Dauphine
- Marché Vernaison
- Marché Jules-Vallès
- Marché Le Passage
- Marché Malassis
- Marché l'Entrepôt
- Marché Paul-Bert
- Marché des Rosiers
- Marché des Rues
- Marché Serpette
- Marché l'Usine
- Marché Lécuyer

### Les marchés de vêtements
- Marché Malik

### Les commerces de plein vent
Ces différents marchés sont complétés par :
- les rues pucières qui comprennent de nombreuses boutiques et marchés de plein vents, elles-mêmes spécialisées en objets d'antiquités ou en vêtements. Ces stands sont principalement installés sur les rues Jules-Vallès, Lécuyer, Marceau, Paul-Bert, Voltaire, et bien sûr l'avenue Michelet qui concentre un important linéaire de boutiques de vêtements ;
- le carré des biffins, un espace de vente solidaire sous le pont de la Porte-de-Montmartre où est pratiquée la revente d'objets de récupération, perpétuant la tradition des puces.

## Galerie

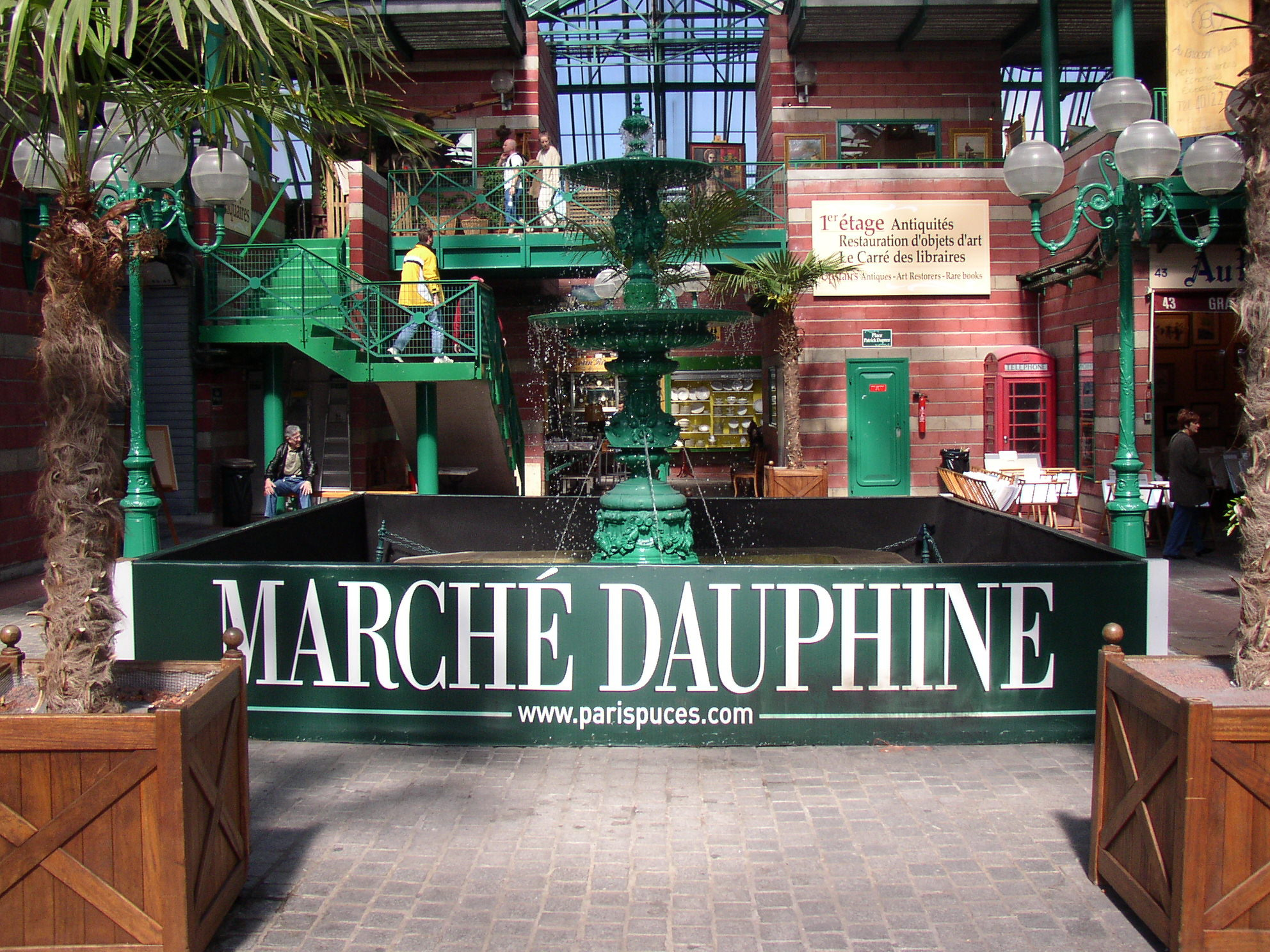
Marché Dauphine.
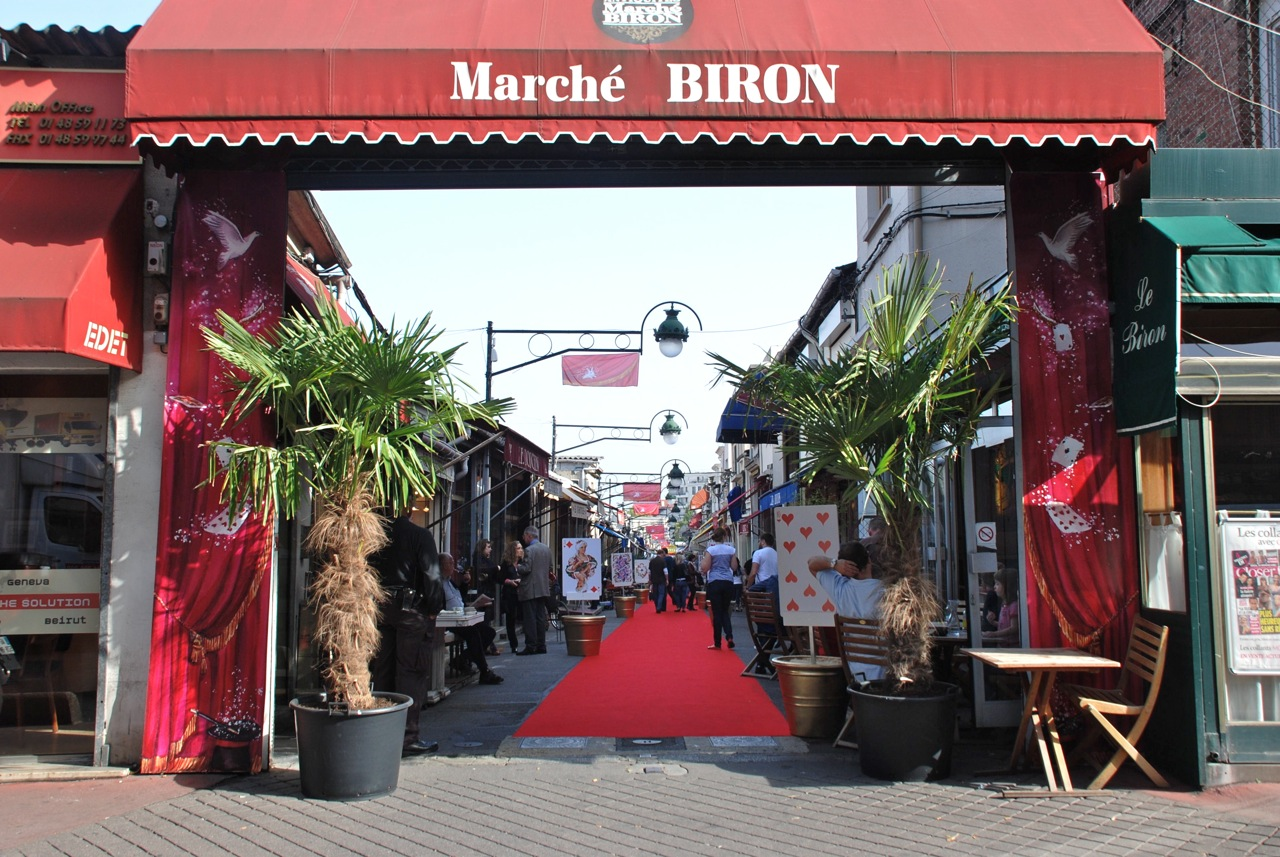
Marché Biron.
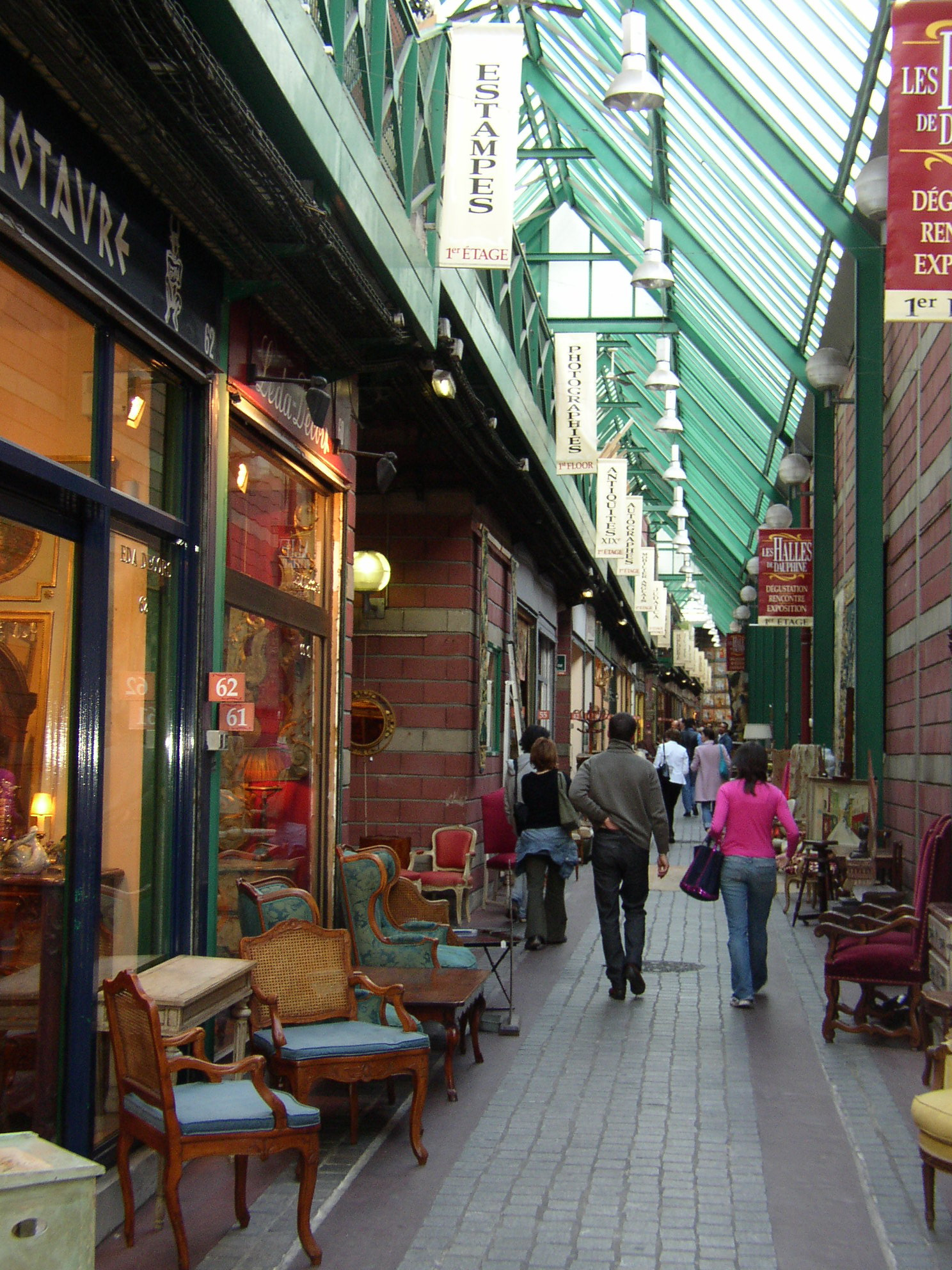
Marché Dauphine.
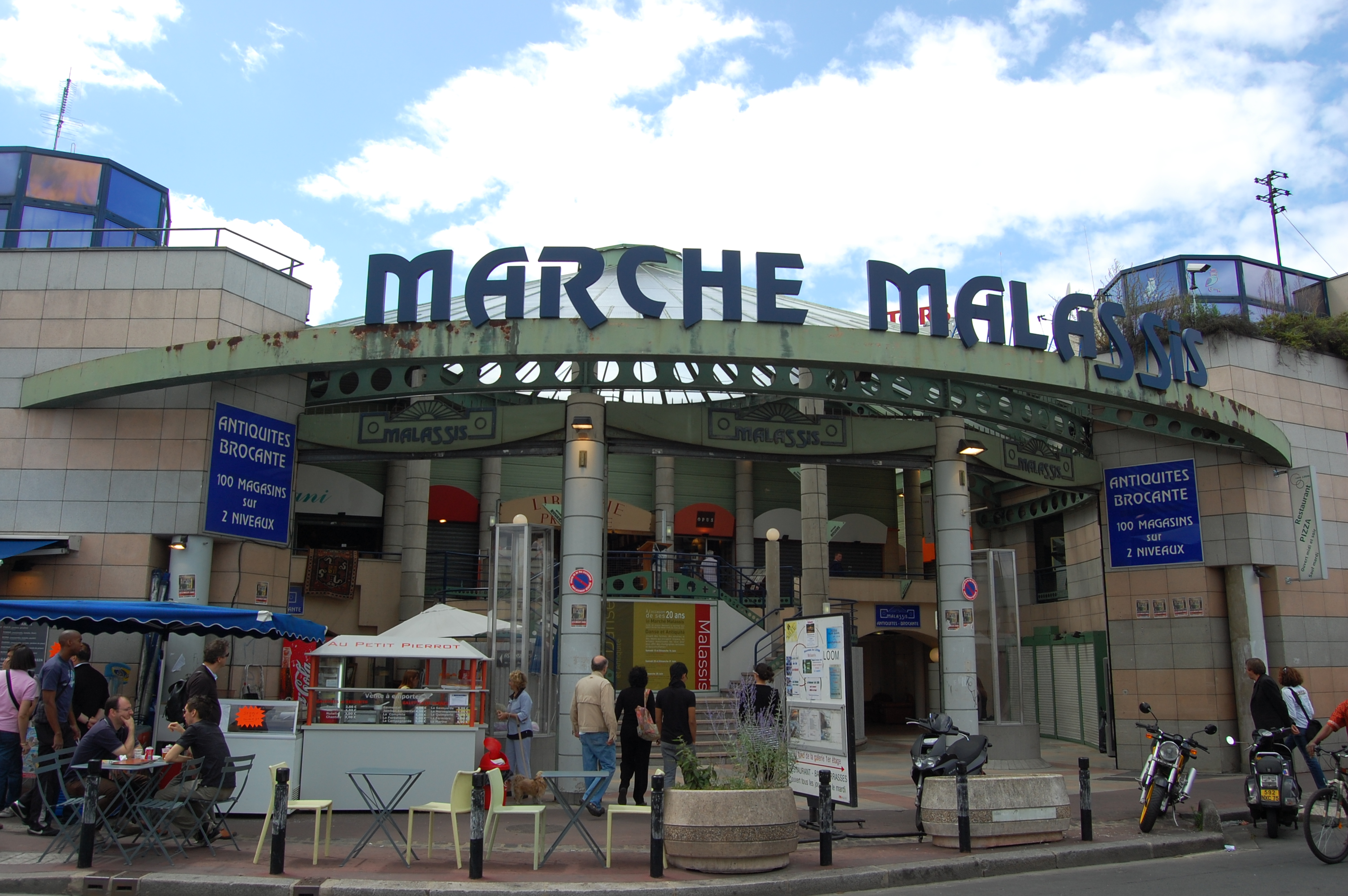
Marché Malassis.
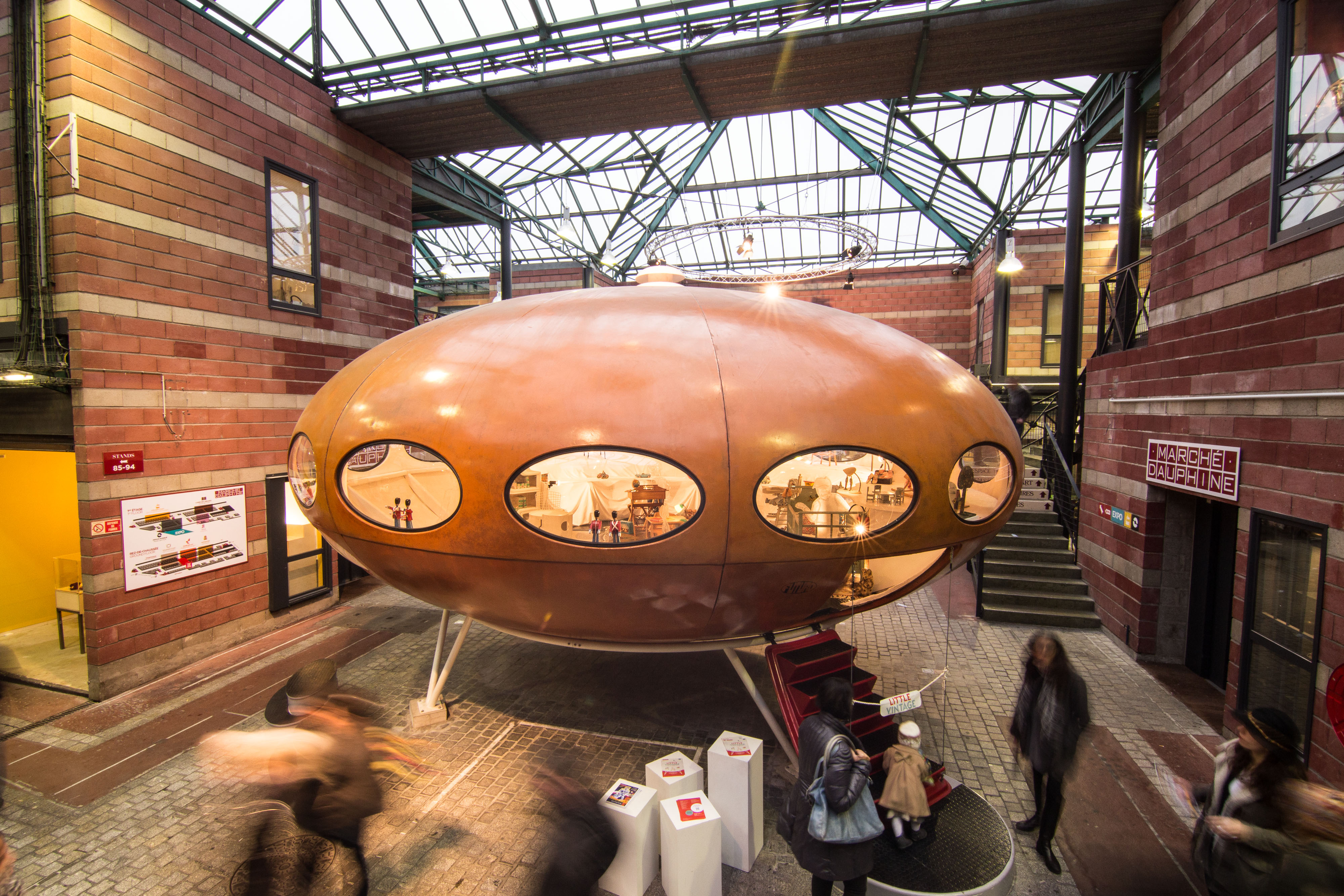
La maison Futuro, marché Dauphine.

### Films avec des scènes tournés aux Puces
- Minuit à Paris, Woody Allen
- Ne le dis à personne, Guillaume Canet
- Zazie dans le métro, Louis Malle
- L'Écume des jours, Michel Gondry
- Le Derrière, Valérie Lemercier

## Accès
Les puces sont accessibles par la ligne 4 du métro de Paris et par la ligne 3b du tramway d'Île-de-France à la station Porte de Clignancourt, par la ligne 13 du métro de Paris à la station Garibaldi et par la ligne 85 du réseau de bus RATP aux arrêts Michelet - Rosiers, Marchés aux Puces et Paul Bert.